# ピゾ数
ピゾ数（ピゾすう、英語: Pisot–Vijayaraghavan number）とは、代数的整実数 α > 1 のうち、全ての共役根の絶対値が1未満である数のことである。ピゾ＝ヴィジャヤラガヴァン数、PV数とも呼ばれる。

## 定義
代数的整数、つまり整数係数モニック多項式の根のうち、1より大きい実数であり、かつ全ての共役根が、絶対値が1より小さい複素数であるような数をピゾ数という。言い換えれば、全ての共役根が複素平面の単位円の内側にあるような、1より大きい代数的整実数のことである。
例えば、x2 - x - 1 = 0の解の一つである黄金数は、φ = 1.6180...で与えられる1より大きい数であり、その共役根は1-φ = -0.6180...であり絶対値が1未満であるため、ピゾ数である。
同様に、x3 - x - 1 = 0の解の一つであるプラスチック数は、p = 1.3247...で与えられる数1より大きい数であり、その共役根は、-0.66236... ± 0.56228...iであり絶対値が1未満であるため、ピゾ数である。
2以上の整数は共役根が存在しないが、ピゾ数である。

## 性質

### ほとんど整数
ピゾ数の累乗は、ほとんど整数となる。
あるピゾ数α > 1の共役根をα1, α2, ..., αn-1とする。ピゾ数は代数的整数であり、整数係数モニック多項式の根であるため、解と係数の関係より、n個の根からなる基本対称式は全て整数である。したがって、対称式
{\displaystyle \alpha ^{m}+\alpha _{1}^{m}+\alpha _{2}^{m}+\cdots +\alpha _{n-1}^{m}}
も整数となる。
しかし、ピゾ数の共役根α1, α2, ..., αn-1の絶対値は1未満であるため、mが限りなく大きいとき、それらは限りなく0に近づく。そのため、上記の対称式よりαmは限りなく整数に近づき、ほとんど整数となることがわかる。
例えば、黄金数の累乗は次のようになる。
{\displaystyle \varphi ^{17}=3571.000280\dots }
{\displaystyle \varphi ^{18}=5777.999826\dots }
{\displaystyle \varphi ^{19}=9349.000106\dots }

### ピゾ数の判定法
- ピゾ数の累乗は一様分布しない[1][3]。

ある数xから最も近い整数までの距離を||x||とすると、ある数αがピゾ数であり、ある数λが代数的数ならば、
{\displaystyle \lim _{n\to \infty }\|\alpha ^{n}\|=0,\lim _{n\to \infty }\|\lambda \alpha ^{n}\|=0}
が成り立つ。
上記の逆が成り立つかどうかは未解決である（ピゾ=ヴィジャヤラガヴァンの問題）が、もし成り立つならば単純な条件でピゾ数の判定ができる。以下は、ピゾ数を判定するいくつかの方法である。
- ある数αが1より大きい実数であり、それに対してある1以上の実数λが存在して、全てのn = 1,2,3...について、

{\displaystyle \|\lambda \alpha ^{n}\|\leq {\frac {1}{2e\alpha (\alpha +1)(1+\log {\lambda })}}}
ならば、αはピゾ数またはサレム数である。
- ある数αが1より大きい実数であり、ある数λが0でない実数のとき、

{\displaystyle \sum _{n=1}^{\infty }\|\lambda \alpha ^{n}\|^{2}<\infty }
ならば、αはピゾ数であり、λは代数的数である。（ピゾの定理）
- ある数αが1より大きい代数的数であり、ある数λが0でない実数のとき、

{\displaystyle \lim _{n\to \infty }\|\lambda \alpha ^{n}\|=0}
ならば、αはピゾ数であり、λは代数的数である。
- ある数αが1より大きい実数であるとき、O-記法を用いて||αn|| = O(1/n)もしくは||αn|| = O(1/√n)ならば、αはピゾ数である[2][3]。

言い換えれば、累乗が0に収束する速度が十分速ければよい。

### 位相空間
- ピゾ数の集合は、閉集合である[1][3]。

ティルカンナプラム・ヴィジャヤラガヴァンによってピゾ数の集合が無限個の集積点を持つことが証明され、その後ラファエル・サレムは、ピゾ数の集合が閉集合であることを証明した。
- プラスチック数は最小のピゾ数であり、黄金数は最小のピゾ数の集積点である[1][3]。

ピゾ数は閉集合であり、極小元を持つ。カール・ジーゲルは、極小元がx3 - x - 1 = 0の正の実数解であるプラスチック数であり、ピゾ数の集合の孤立点であるというサレムの予想を証明した。なお、2番目に小さいピゾ数もジーゲルが発見し、孤立点であることを証明した。
デュフレノワとシャルル・ピゾは、黄金数がピゾ数の集合の最小の集積点であるというジーゲルの予想を証明し、黄金数より小さなピゾ数を求めた。任意の閉区間[a,b]に含まれるピゾ数を求めるアルゴリズムは、デイビッド・ボイドによって発見された。

### サレム数との関係
- サレム数は、代数的整実数 α > 1 のうち、全ての共役根の絶対値が1以下であり、そのうち少なくとも一つの絶対値が1である数のことである。ピゾ数とサレム数は定義に共通する部分が多く、以下のようにいくつかの関連性を持つ。
- ピゾ数の集合は、サレム数の集積点の集合に含まれる[3]。
- ピゾ数とサレム数の集合の和集合は、閉集合であると予想されている。
- 最小のサレム数を含むいくつかの小さなサレム数の族は、ピゾ数の最小多項式とその相反多項式から作った方程式を解くことで求められる。
- ペロン数（英語版）は、代数的整実数 α > 1 のうち、全ての共役根の絶対値がα未満である数である。ピゾ数もサレム数も、ペロン数である。

## 歴史
ピゾ数は、1912年にアクセル・トゥエによって研究が始まり、1919年にはゴッドフレイ・ハロルド・ハーディによってディオファントス近似の分野で研究された。その後、ピゾ数の名前の由来であるピゾの1938年の論文によって広く知られるようになり、1940年代にはサレムやヴィジャヤラガヴァンらによって研究された。
ピゾ数は、ディファントス近似、ロボット工学、流体力学、準結晶、調和解析（フーリエ級数の一意性問題）など、様々な分野に応用されている。

## 応用

### 準結晶
準結晶は、並進対称性とは両立しない5回、8回、10回または12回対称性を持ちながら、高い秩序性(準周期性)を持つ固体の状態である。正10角形準結晶の回折像は、輝点の間隔が等間隔ではなく公比が黄金数である等比数列となっており、また拡大率が黄金数である自己相似性も有する。
ピゾ数の多項式の集合は一様離散であり、二点の距離はある値よりも小さくなることができないが、同時に相対稠密でもあり、二点の距離はある値よりも大きくなることができない。この両方の性質を持つデロン集合は、反発して近づくことができない原子や分子の位置をモデル化するのに適しているが、準結晶が同一構造の繰り返しを持つことを考慮するためには、マイヤー集合が用いられる。
また、準結晶の自己相似性を持つ原子配列は、タイル張りと深い関連を持つ。二次元の自己相似性を持つタイル張りの拡大率は、ピゾ数を含む複素ペロン数でなければならず、ピゾ数を用いてタイル張りを構成することができる。

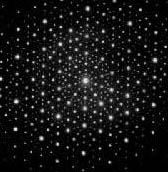
準結晶のX線回折像(正10角形準結晶)
準結晶と共通した構造を持つペンローズ・タイル

## ピゾ数の一覧

### 二次の無理数
整数a, bについて、a < 0かつa - 1 < b < -a - 1のとき、二次方程式x2 + ax + b = 0の正の実数根はピゾ数である。
| ピゾ数                                      | 最小多項式                 | 値                                    |
| ------------------------------------------- | -------------------------- | ------------------------------------- |
| {\displaystyle {\frac {1+{\sqrt {5}}}{2}}}  | {\displaystyle x^{2}-x-1}  | 1.618033... A001622 (黄金数)          |
| {\displaystyle 1+{\sqrt {2}}\,}             | {\displaystyle x^{2}-2x-1} | 2.414213... A014176 (白銀数)          |
| {\displaystyle {\frac {3+{\sqrt {5}}}{2}}}  | {\displaystyle x^{2}-3x+1} | 2.618033... A104457 (黄金数の平方)    |
| {\displaystyle 1+{\sqrt {3}}\,}             | {\displaystyle x^{2}-2x-2} | 2.732050... A090388                   |
| {\displaystyle {\frac {3+{\sqrt {13}}}{2}}} | {\displaystyle x^{2}-3x-1} | 3.302775... A098316 (青銅数)          |
| {\displaystyle 2+{\sqrt {2}}\,}             | {\displaystyle x^{2}-4x+2} | 3.414213...                           |
| {\displaystyle {\frac {3+{\sqrt {17}}}{2}}} | {\displaystyle x^{2}-3x-2} | 3.561552.. A178255.                   |
| {\displaystyle 2+{\sqrt {3}}\,}             | {\displaystyle x^{2}-4x+1} | 3.732050... A019973                   |
| {\displaystyle {\frac {3+{\sqrt {21}}}{2}}} | {\displaystyle x^{2}-3x-3} | 3.791287...A090458                    |
| {\displaystyle 2+{\sqrt {5}}\,}             | {\displaystyle x^{2}-4x-1} | 4.236067... A098317 (4番目の貴金属数) |

### 黄金数より小さなピゾ数
黄金数より小さなピゾ数は、デュフレノアとピゾによって求められた。
|    | 値                                             | 多項式                                                 | 最小多項式                                   |
| -- | ---------------------------------------------- | ------------------------------------------------------ | -------------------------------------------- |
| 1  | 1.3247179572447460260 A060006 (プラスチック数) | {\displaystyle x(x^{2}-x-1)+(x^{2}-1)}                 | {\displaystyle x^{3}-x-1}                    |
| 2  | 1.3802775690976141157 A086106                  | {\displaystyle x^{2}(x^{2}-x-1)+(x^{2}-1)}             | {\displaystyle x^{4}-x^{3}-1}                |
| 3  | 1.4432687912703731076 A228777                  | {\displaystyle x^{3}(x^{2}-x-1)+(x^{2}-1)}             | {\displaystyle x^{5}-x^{4}-x^{3}+x^{2}-1}    |
| 4  | 1.4655712318767680267 A092526 (超黄金比)       | {\displaystyle x^{3}(x^{2}-x-1)+1}                     | {\displaystyle x^{3}-x^{2}-1}                |
| 5  | 1.5015948035390873664 A293508                  | {\displaystyle x^{4}(x^{2}-x-1)+(x^{2}-1)}             | {\displaystyle x^{6}-x^{5}-x^{4}+x^{2}-1}    |
| 6  | 1.5341577449142669154 A293509                  | {\displaystyle x^{4}(x^{2}-x-1)+1}                     | {\displaystyle x^{5}-x^{3}-x^{2}-x-1}        |
| 7  | 1.5452156497327552432 A293557                  | {\displaystyle x^{5}(x^{2}-x-1)+(x^{2}-1)}             | {\displaystyle x^{7}-x^{6}-x^{5}+x^{2}-1}    |
| 8  | 1.5617520677202972947                          | {\displaystyle x^{3}(x^{3}-2x^{2}+x-1)+(x-1)(x^{2}+1)} | {\displaystyle x^{6}-2x^{5}+x^{4}-x^{2}+x-1} |
| 9  | 1.5701473121960543629 A293506                  | {\displaystyle x^{5}(x^{2}-x-1)+1}                     | {\displaystyle x^{5}-x^{4}-x^{2}-1}          |
| 10 | 1.5736789683935169887                          | {\displaystyle x^{6}(x^{2}-x-1)+(x^{2}-1)}             | {\displaystyle x^{8}-x^{7}-x^{6}+x^{2}-1}    |

8番目を除き、多項式が{\displaystyle x^{n}(x^{2}-x-1)+1}もしくは{\displaystyle x^{n}(x^{2}-x-1)+(x^{2}-1)}であることがわかる。
多項式が{\displaystyle x^{n}(x^{2}-x-1)+1}であるとき、nが偶数ならば{\displaystyle x-1}で割り切れ、mを自然数とするとき、{\displaystyle x^{2m}(x^{2}-x-1)+1=(x-1)(x^{2m+1}-x^{2m-1}-x^{2m-2}-\cdots -x-1)}となる。nが奇数ならば{\displaystyle x^{2}-1}で割り切れ、{\displaystyle x^{2m-1}(x^{2}-x-1)+1=(x^{2}-1)(x^{2m-1}-x^{2m-2}-x^{2m-4}-\cdots -x^{2}-1)}となる。
多項式が{\displaystyle x^{n}(x^{2}-x-1)+1}もしくは{\displaystyle x^{n}(x^{2}-x-1)+(x^{2}-1)}のとき、{\displaystyle x^{n}}で割ることで、xがピゾ数ならばx > 1であるため、nが大きくなるにつれて得られるピゾ数が黄金数に近づいていくことがわかる。